# 魏崢
魏崢（1950年—），生於台灣彰化縣員林市，台灣醫師，專長於心臟外科與血管外科，現為第十任振興醫院院長，曾任三軍總醫院心臟外科主任，外科部主任，第五任振興醫院院長，並獲頒第28屆十大傑出青年。

## 生平
高中就讀彰化高中。1974年，畢業於國防醫學院醫學系。留學美國。1982年取得美國紐約哥倫比亞大學醫學科學博士。魏崢專長於心臟外科，在台灣外科醫學界負有盛名。其執行過的心臟移植次數，為亞洲最高，存活率也最高。
1988年，執行台灣首例長期成功的心臟移植手術。曾執行過全世界首例自體心臟移植修補心臟後壁破裂。首例以不輸血方式，為兩歲幼童換心等開創性手術。
1990年，當選中華民國十大傑出青年。
1996年，魏崢率振興醫院團隊，執行亞洲首例全人工心臟移植，將鄭國材博士自製的鳳凰式全人工心臟植入到病患身上。第一例因等不到捐贈的心臟而僅存活一個月，第二例則在置放全人工心臟兩週後，完成心腎聯合移植，是世界首位成功的案例，病患存活18年，同樣的手術，11年後世界才有第二個成功的案例。在完成手術之後，振興醫院因未先向衛生署申請人體實驗許可而遭到質疑，魏崢以人命關天、無法等待，且國內當時無可用的心室輔助器為由辯護，衛生署以違反醫療法開罰6萬元。在此案後，鄭國材博士離開台灣，回到美國，不再從事人工心臟的研究工作。台大醫院外科加護病房主任柯文哲醫師曾投書《民生報》，批評振興醫院未依程序先行提出人體實驗計畫，且認為應該採用已被驗證有效的療法，而不是採用尚在發展中的實驗性裝置。
2010年6月17日，魏崢率心臟移植醫療團隊，協助越南完成該國首例心臟移植手術，台灣成為亞洲中第一個心臟移植技術輸出之國家。
2013年，為台中市長胡志強執行心臟冠狀動脈繞道手術。
2014年11月20日，中國國民黨立委蘇清泉及廖國棟，在立法院中質詢，質疑台大醫院在1998年至2006年間執行的器官移植程序，可能造成捐贈者提前死亡，以此影射柯文哲可能涉及謀殺，因此引發爭議。蘇清泉在事後宣稱此次質詢在事前諮詢過高資敏及魏崢醫師，這兩位醫師皆否認是由他們向蘇清泉提出資料，但承認曾提供意見。魏崢批評台大醫療團隊在未完全判定腦死之前就注射降血壓藥，可能因此提前造成病患死亡。
2017年1月21日晚間，前台泥董事長辜成允於晶華酒店樓梯跌倒，原送往馬偕醫院急救，22日辜家體系的振興、和信醫院大老趕往馬偕「三方會診」，和信和馬偕採一致看法，認為應該等血腫消除再開刀，且不適合轉院；但振興醫院心臟醫學中心主任魏崢則認為可以轉院，試看看能否開刀，家屬後決定轉院，22日下午3點轉往振興，經評估後確定不能開刀，並建議考慮拔管。辜成允於清晨6時22分搶救無效，辭世於振興醫院。

## 發明
魏崢率領振興醫院醫療團隊，開發出鈦金屬人工血管接環，使用主動脈剝離（夾層瘤），可以大幅提高手術的成功率。於2005年通過美國食品及藥物管理局（FDA）許可上市，是台灣首件通過FDA許可上市的植入性心血管醫療器材。

## 家庭
已婚，育有一子二女。

## 著作
- 《活著上天堂：心臟外科名醫魏崢的私房故事》（台北：天下文化，2006）
- 張梅松、周復華作，魏崢編輯，《心臟病深入淺出》（台北：新生命基金會，2010）非賣品
- 《知心》（台北：大塊文化，2017）

## 外部連結
- 魏崢心臟外科醫師的Facebook專頁
- 林雅慧. . 今周刊. 2002年1月24日 （中文（臺灣））.
- 振興醫院院本部 - 魏崢 院長簡介
- Dr.Wei's 魏崢心臟團隊 （页面存档备份，存于）